# Casamento entre pessoas do mesmo sexo no Equador

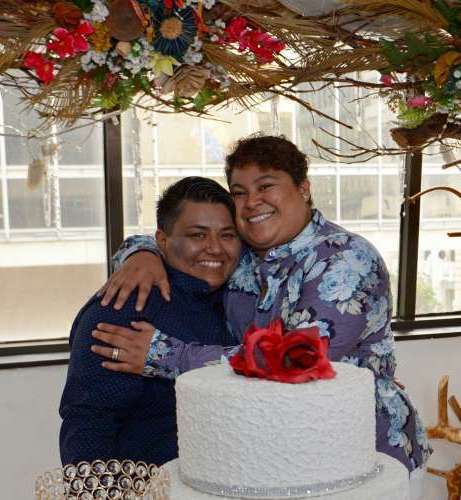
Alexandra Chávez e Michelle Avilés, primeira dupla do mesmo sexo a se casar no Equador

O casamento entre pessoas do mesmo sexo no Equador é legal desde 12 de junho de 2019, mas antes do matrimônio as uniões civis no país, cujo termo legal utilizado é "União de fato", tem sido legal desde a nova Constituição de 2008 e que depois de diferentes acordos coletivos LGBTI com o executivo, a união civil entre pessoas do mesmo sexo se materializou em 15 de setembro de 2014.
Após a reunião realizada em 18 de agosto de 2014 com os coletivos LGBT, o Presidente do Equador anunciou, no link de cidadão número 387, o registro de uniões de fato de pessoas do mesmo sexo como estado civil. A realização da União do Fato, que se materializou como estado civil e também como casamento do Equador, foi acompanhada por protestos de grupos fundamentalistas.
No dia 12 de junho de 2019, o Tribunal Constitucional fez uma audiência às portas fechadas, tendo 5 votos a favor e 4 votos contra este reconhecimento legal. A decisão ocorreu depois que juízes examinaram pedidos de dois casais gays, o que torna o país no quinto na América do Sul em reconhecer este direito LGBT em todo o território, logo depois de Argentina, Brasil, Uruguai e Colômbia.